# La Venta (Colombie)
Pour les articles homonymes, voir La Venta.
La Venta est un site fossilifère situé dans les départements de Tolima et Huila, en Colombie. Il est l'un des gisements de fossiles néogènes les plus riches d'Amérique du Sud et représente le site le plus connu datant du Cénozoïque en dehors de ceux de l'Argentine. Il donne un aperçu de la vie dans la région avant la principale vague du Grand échange faunique interaméricain.

## Géologie

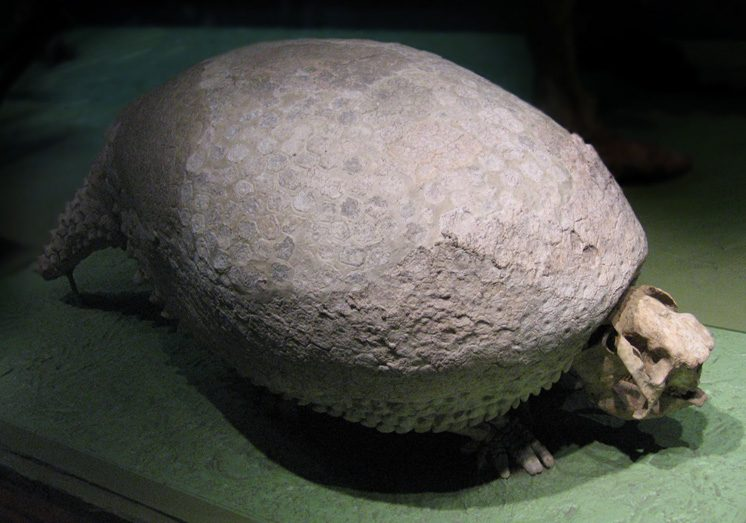
La plupart des glyptodontes – comme celui-ci – ont été trouvés en Patagonie, mais ils vivaient également à La Venta.

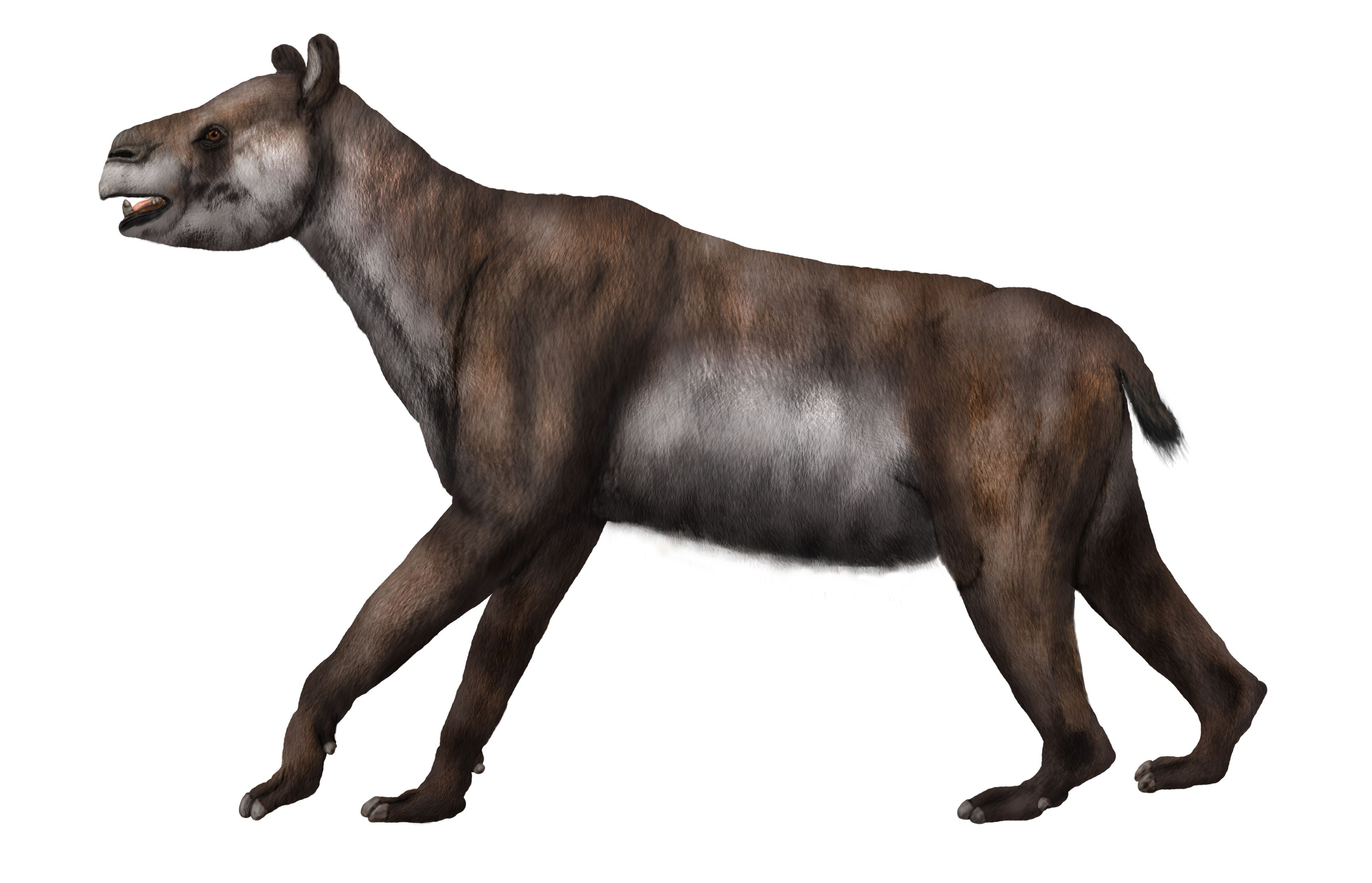
Huilatherium pluriplicatum.

Les fossiles se trouvent dans les roches du groupe Honda, daté du Miocène moyen (~ 16-11 millions d'années), qui est subdivisé en deux formations : la formation de Villavieja, la plus jeune, et la formation de La Victoria, la plus ancienne. La faune de La Venta contient d'anciennes espèces appartenant à des genres et des familles d'animaux encore vivants aujourd'hui, ainsi que des lignées préhistoriques entièrement éteintes[Lesquelles ?]. Ces animaux vivaient il y a environ 13,8 à 12 millions d'années, durant l'étage du Serravallien. Le climat de la région était alors plus humide qu'aujourd'hui et il y avait beaucoup de forêts d'arbres similaires (et probablement apparentés) au goupi (Goupia glabra) de l'époque actuelle[réf. souhaitée].

### Liste de la faune
Les animaux fossiles trouvés à La Venta comprennent, :
- des poissons d'eau douce, y compris les restes de poissons des familles comme les Anostomidae, les Osteoglossidae (arapaimas), les Characidae, les Pimelodidae, les Callichthyidae, les Ariidae, les Doradidae, les Loricariidae, les Cichlidae et les raies pastenagues de rivière Potamotrygonidae ;
- un fossile d'amphibien anoure a été classé dans l'espèce actuelle Rhinella marina (crapaud buffle)[3] ;
- des tortues d'eau douce comme Podocnemis pritchardi, Podocnemis medemi et Chelus colombiana, aux côtés de la tortue terrestre Geochelone hesterna ;
- des serpents anilidés (Colombophis) et l'anaconda primitif Eunectes stirtoni ;
- un lézard, Paradracaena colombiana ;
- plusieurs types de crocodylomorphes : peut-être le plus ancien spécimen de Caïman à museau large connu : le Caïman lutescens. Également une espèce du caïman géant Purussaurus, P. neivensis, l'étrange Mourasuchus, l'espèce mystérieuse Balanerodus logimus, le gavial Gryposuchus colombianus, le faux-gavial Charactosuchus fieldsi et le sébécidé terrestre Langstonia ;
- plusieurs types d'oiseaux, comme le cuculiforme Hoazinoides magdalenae, le jacamar Galbula hylochoreutes, l'aramidés Aramus paludigrus et une espèce non nommée d'Anhinga ;
- des Tatous préhistoriques, comme Anadasypus hondanus, Nanoastegotherium prostatum et Pedrolypeutes praecursor ;
- l'un des premiers pampatheres connus, Scirrotherium ;
- plusieurs fossiles de glyptodons, dont deux espèces de  Boreostemma, B. gigantea et B. acostae (anciennement inclus dans le genre Asterostemma) ;
- un fourmilier, Neotamandua borealis ;
- des paresseux, comme les grands Magdalenabradys, et des petits genres comme Brievabradys, Neonematherium et Huilabradys ;
- un lamantin préhistorique, Potamosiren ;
- plusieurs espèces de singes du Nouveau Monde (Platyrrhini), comme les espèces Cebupithecia sarmientoi, Stirtonia victoriae et S. tatacoensis, Aotus dindensis[4], Nuciruptor rubricae[5], Mohanamico, Lagonimico, Patasola et Laventiana ;
- des chauves-souris (Chiroptera), comme les espèces vivantes de chauve-souris pêcheur Noctilio albiventris et Thyroptera lavali, ainsi que des espèces éteintes comme Potamops mascahehenes, Notonycteris magdalenensis, Notonycteris sucharadeus, Palynephyllum antimaster et Molossus colombiensis[6] ;
- des rongeurs comme Scleromys shurmanni, Scleromys colombianus, Olenopsis aequatorialis et Neoreomys huilensis ;
- de nombreuses espèces d'ongulés endémiques d'Amérique du Sud, y compris les astrapothères Granastrapotherium snorki, Xenastrapotherium kraglievichi, et Hilarcotherium castanedaii[7] ; les notoongulés Huilatherium pluriplicatum, Pericotoxodon platygnathus, et Miocochilius anomopodus ; et les litopternes Megadolodus, Mesolicaphrium, Villarroelia et une espèce sans nom de Theosodon ;
- des petits marsupiaux comme les opossums Thylamys minutus, T. colombianus et Marmosa laventicus, les paucituberculatans Pithiculites chenche et Hondathentes cazador, et le microbiotheres Pachybiotherium minor ;
- plusieurs types de métathériens omnivores et carnivores appartenant à l'ordre des Sparassodonta, comme les Hondadelphys primitifs, les Anachlysictis à dents de sabre (famille Thylacosmilidae), Lycopsis longirostris, un membre de taille moyenne de la famille des Prothylacinidae avec son plus grand parent, Dukecynus magnus.